# Guyuan
Guyuan is een stadsprefectuur in het zuiden van de noordelijke provincie Ningxia van de Volksrepubliek China. Guyuan is de meest zuidelijk gelegen stadsprefectuur van de provincie.
Hier volgt een lijst met het aantal van de Officiële etnische groepen van de Volksrepubliek China in deze autonome prefectuur:
| Nationaliteit | Aantal  | Percentage |
| ------------- | ------- | ---------- |
| Han-Chinezen  | 901.275 | 52,18%     |
| Hui           | 823.288 | 47,66%     |
| Dongxiang     | 1.910   | 0,11%      |
| Mantsjoes     | 350     | 0,02%      |
| Mongolen      | 257     | 0,01%      |
| Overige       | 281     | 0,02%      |